# Yulia Ryabchinskaya
Yulia Petrovna Ryabchinskaya (ukrainien : Юлія Петрівна Рябчинська), née le 26 janvier 1947 à Pichtchanka et morte le 13 janvier 1973 à Poti, est une kayakiste soviétique.

## Carrière
Aux Championnats du monde de course en ligne de canoë-kayak de 1971, elle est médaillée d'or en K-4 500 m. 
Yulia Ryabchinskaya participe aux Jeux olympiques de 1972 à Munich et remporte la médaille d'or en K-1 500 m.
Quatre mois plus tard, elle meurt d'hypothermie après être tombé dans le lac Paleostomi en Géorgie lors d'un entraînement